# MyGRAIN

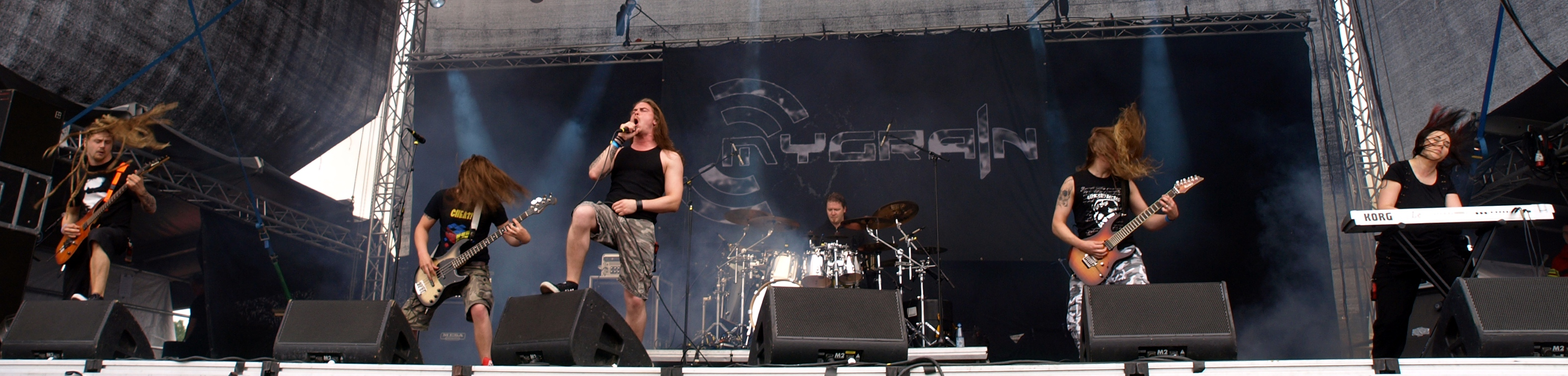
myGrain am Myötätuulirock 2011

myGRAIN ist eine Melodic-Death-Metal-Band aus Helsinki in Finnland.

## Bandgeschichte
myGRAIN wurde 2004 von Tommy (Gesang), Matthew (E-Gitarre) und Resistor (E-Gitarre) gegründet, nachdem ihre vorige Band New Science Band sich aufgelöst hatte. Die Besetzung wurde kurz darauf durch DJ Locomotive (Schlagzeug) und Eve (Keyboard) ergänzt.
Auf den beiden selbst produzierten Demos spielte Jonas den E-Bass, wurde aber nach der zweiten Demo im April 2005 als festes Mitglied in die Band aufgenommen.
Kurz nach den Aufnahmen von The Red Frame wurde myGRAIN von dem Label Spinefarm Records unter Vertrag genommen, bei welchem sie auch nach kurzer Zeit ihr Debüt-Album Orbit Dance veröffentlichten. Nach vielen Touren durch Finnland nahm die Band ihr zweites Album Signs of Existence auf, welches 2008 veröffentlicht wurde. Im Mai 2008 verließ Gitarrist Matthew die Band und wurde durch Teemu Ylämäki auf Live-Auftritten ersetzt, welcher am 28. Juli 2008 als festes Bandmitglied aufgenommen wurde.
Im April 2015 gab die Band ihre Trennung auf Facebook bekannt.
Am 7. Juli 2018 teilte die Band via Facebook mit, dass man, nach über 3 Jahren Pause, die Band wiederbelebt habe und bereits neue Aufnahmen begonnen haben.
Am 23. November 2018 veröffentlichte die Band die EP III.

## Diskografie

### Demos
- Demo (2004)
- The Red Frame (2005)

### Alben
- Orbit Dance (2006)
- Signs of Existence (2008)
- MyGrain (2011)
- Planetary Breathing (2013)
- V (2020)

### Singles
- Maniac (2014)

### EPs
- III (2018)